# هوای (هوراند)
هوای یکی از روستاهای استان آذربایجان شرقی است که در دهستان دودانگه بخش مرکزی شهرستان هوراند واقع شده‌است. این روستا ۷۴۳ نفر جمعیت دارد.